# Thlaspi septigerum
Thlaspi septigerum är en korsblommig växtart som först beskrevs av Aleksandr Andrejevitj Bunge, och fick sitt nu gällande namn av Saiyad Masudal Saiyid Masudul Hasan Jafri. Thlaspi septigerum ingår i släktet skärvfrön, och familjen korsblommiga växter. Inga underarter finns listade i Catalogue of Life.